# Wenet (istennő)
Wenet (wn.t) vagy Wenut (wn.wt) az ókori egyiptomi vallás egyik istennője. Wenu (görög nevén Hermopolisz Magna) város és a 15. felső-egyiptomi nomosz, Wenet istennője, ahol Thottal együtt tisztelték; teljes nevén Wenet nebet Wenu, azaz „Wenet, Wenu úrnője”.
Eredetileg kígyóistennő volt, később nyúlként, nyúlfejű vagy nyulat a fején viselő nőként ábrázolták. Férfi párja Wenenu, akit időnként Ozirisz vagy Ré egy formájának tartottak.